# 布魯斯 (明尼蘇達州)
布魯斯（英語：Manley）是位於美國明尼蘇達州羅克縣的一個鬼鎮。

## 歷史
布魯斯的郵局於1888年設立，其後於1936年停運。此地得名自一鐵路公司老闆。

## 地理
布魯斯所處的海拔為高於海平面454米（即1490英呎），而該地所採用的時區為UTC-6，即北美中部時區（CST）。同時該地設有夏令時間，為UTC-6調快一小時，即UTC-5（CDT）。